# Lyra
Lyra, a Lira, é uma constelação do hemisfério celestial norte. É uma das 88 constelações modernas. O genitivo, usado para formar nomes de estrelas, é Lyrae.
As constelações vizinhas, segundo as delineações contemporâneas, são o Cisne, o Dragão, o Hércules e a Raposa.
Vega, a sua estrela mais brilhante, é uma das estrelas mais brilhantes do céu noturno e forma um dos vértices do asterismo do Triângulo de Verão.

## Objetos celestes

### Estrelas
Vega é a quinta estrela mais brilhante do céu noturno. Ela está separada do nosso sistema solar por 25 anos-luz, o que a torna uma das estrelas mais próximas do nosso Sol. Foi a primeira estrela, além do Sol, a ser fotografada, em 1850. Ela também forma o asterismo do Triângulo de Verão com Altair e Deneb. 

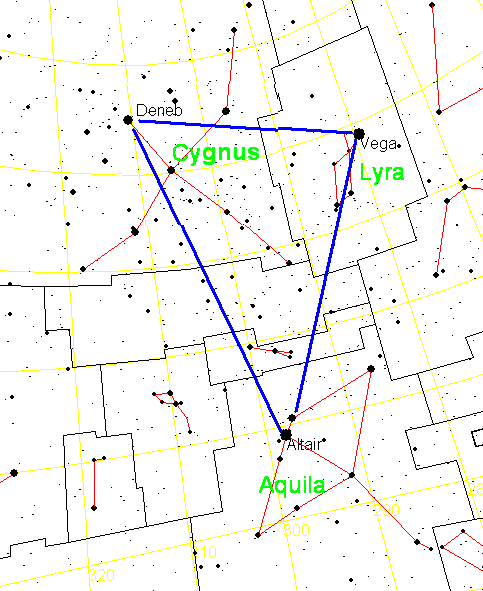
Diagrama do asterismo Triângulo de Verão, com as estrelas Altair, Deneb e Vega sendo vértices de um triângulo.

Sheliak (Beta Lyrae) é uma estrela binária eclipsante e a segunda estrela mais brilhante da constelação. Elas possuem um período orbital de cerca de 12,9 dias.

### Objetos do céu profundo
Nebulosa do Anel, também conhecida como M75 ou NGC 6720, fica a cerca de 2 000 anos-luz da Terra e possui magnitude aparente de 8,8. É um dos exemplos mais conhecidos de uma nebulosa planetária, tendo sido descoberta em 1779. 

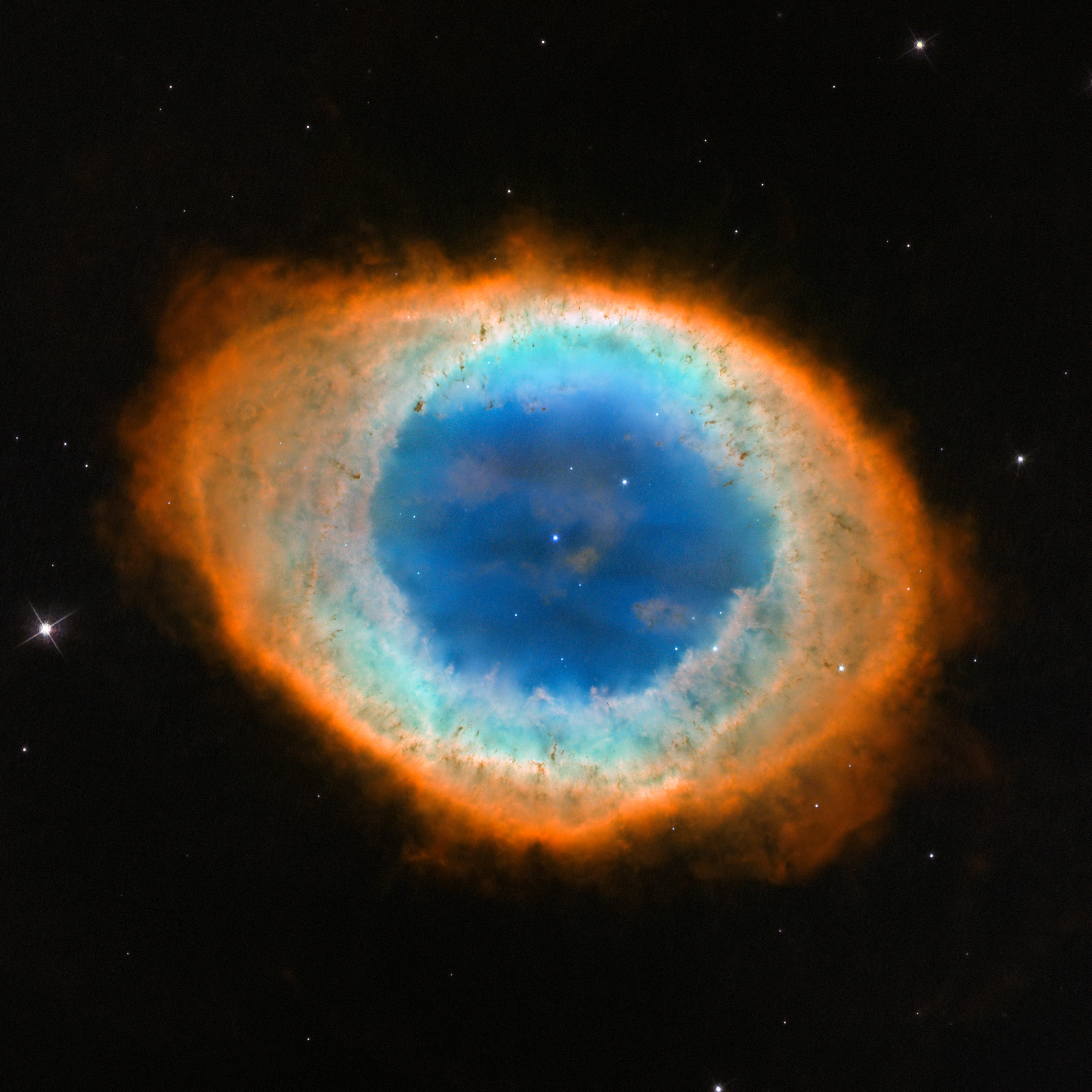
Foto da Nebulosa do Anel tirada pelo Telescópio espacial Hubble

NGC 6745 é uma galáxia espiral irregular de magnitude aparente, descoberta em 1879. Há vários milhões de anos ela colidiu com uma galáxia menor, gerando uma região cheia de estrelas quentes e azuis.
1. ↑  «Lyra Constellation: Stars, Myth, Location, Facts... – Constellation Guide». www.constellation-guide.com. Consultado em 16 de dezembro de 2023
2. ↑  Francisco |, Patrick (24 de novembro de 2013). «Estrela Vega - Constelação de Lira - Site Astronomia». Consultado em 16 de dezembro de 2023
3. ↑  published, Elizabeth Howell (9 de novembro de 2018). «Vega: The North Star of the Past and the Future». Space.com (em inglês). Consultado em 16 de dezembro de 2023
4. ↑  «Beta Lyrae | aavso». www.aavso.org (em inglês). Consultado em 16 de dezembro de 2023
5. ↑  «Messier 57 (The Ring Nebula) - NASA Science». science.nasa.gov (em inglês). Consultado em 17 de dezembro de 2023
6. ↑  «300 astronomical objects: a visual reference to the universe». Choice Reviews Online (02): 45–0607-45-0607. 1 de outubro de 2007. ISSN 0009-4978. doi:10.5860/choice.45-0607. Consultado em 17 de dezembro de 2023